# ГПЗ-1
Первый государственный подшипниковый завод (ГПЗ-1) — московский завод по изготовлению шарикоподшипников.
Завод расположен на территории в 37,8 га, число работников — около 1900 человек.

## Продукция
ГПЗ-1 выпускал большой ассортимент шарикоподшипников, включая крупногабаритные подшипники диаметром до 2,5 метров, подшипники качения, сепараторы, специальные подшипники и др.

## История
Первый государственный подшипниковый завод (ГПЗ-1) был создан в 1932 году по решению ВСНХ СССР от 14 марта 1929 года в промышленной зоне на юго-востоке столицы, так как здесь уже была железная дорога и планировалось строительство Южного порта. В мае 1929 года создано управление строительством «Шарикоподшипникстрой» во главе с И. Р. Вишневецким. 29 июля 1929 года ВСНХ утвердил задание для будущего завода. В марте 1931 года было начато возведение завода. В октябре 1933 года строительство было закончено.
В годы Великой Отечественной войны завод был эвакуирован, но продолжал выпуск подшипников в местах эвакуации (Куйбышев, Саратов и др.). После войны завод в восстановил свои мощности в Москве. В местах эвакуации остались производства по выпуску этой же продукции (Самара — ГПЗ-4, Саратов — ГПЗ-3, Томск — ГПЗ-5, Екатеринбург — ГПЗ-6).
В 1960-е годы на заводе проводилась модернизация, в ходе которой были введены в строй 3 комплексных автоматических цеха, 200 автоматических и механизированных линий для производства подшипников, вычислительный центр. Предприятие выпускало около 2000 типоразмеров подшипников с внешним диаметром от 32 мм до 2 метров, весом от 40 г. до 6,5 тонн большинства используемых в промышленности разновидностей и всех классов точностей для самолётов, предприятий ВПК, нефтегазовой и автотракторной промышленности.
В 1986 году завод выпускал максимальное количество изделий — 124 млн подшипников в год. В это время на заводе работало 25 тысяч человек.
В 1990-х годах завод был акционирован и получил название ОАО «Московский подшипник». Позднее вошёл в состав «Европейская подшипниковая корпорация» сначала как «ЕПК Москва», позднее как «ЕПК — Новые технологии». Занимается в основном выпуском продукции для компании РЖД. Разработкой новых подшипников занимается Всесоюзный научно-исследовательский конструкторско-технологический институт подшипниковой промышленности. К 2007 году на заводе «Московский подшипник» выпускались 3500 типоразмеров подшипников.

На территории завода (2024)

По состоянию на 2012 год ОАО «Московский подшипник» выпускал порядка 240 тыс. подшипников в год, а численность рабочих составляла 1300 человек.
На территории завода с 2019 года находится арт-центр «Мутабор» (временно был закрыт в конце 2023 года из-за вечеринки Насти Ивлеевой), но на момент марта 2025 года открыт и переименован в "Арму".

## Дворец культуры

Памятник жертвам террористического акта на Дубровке на пересечении улиц 1-я Дубровской и Мельникова

В 1974 году был построен Дворец культуры 1-го Государственного подшипникового завода в рабочем районе Дубровка на пересечении улиц 1-я Дубровской и Мельникова.
Здание построено по проекту авторского коллектива мастерской № 13 «Моспроект-1»: архитекторов Юлия Владимировича Ранинского, Ильи Марковича Каменского, Инны Ивановны Юровой, конструкторов Н. Уманской, Н. Митина, Н. Осьминой. Строительство вело СУ-148 треста Мосстрой-24. По этому же проекту в 1984 году на Профсоюзной улице был построен Дворец культуры НИИ автоматики и приборостроения им. Академика Пилюгина (НИИАП), ныне — Центр культуры и искусства «Меридиан».
В 2001 году здание Дворца культуры для нужд создателей мюзикла «Норд-Ост» по роману Вениамина Каверина «Два капитана» было переоборудовано и переименовано в «Театральный центр на Дубровке».
В здании Театрального центра на Дубровке в октябре 2002 года произошел теракт, в котором погибли 130 человек.

## Руководство
- Бодров, Андрей Михайлович — директор завода.
- Шеховцов, Леонид Александрович — директор завода.
- Громов, Анатолий Александрович — с 1941 главный инженер, в 1953—1983 директор ГПЗ-1.

## Награды
- Орден Трудового Красного Знамени (1943)
- Орден Ленина (1966)
- Орден Октябрьской Революции (1971)